# Heikki Klemetti
Heikki Klemetti (Kuortane, Finlàndia, 1876 - 1953) fou un compositor i músic finlandès. Feu els estudis en la seva ciutat nadiua i a Berlín. Es distingí com a director d'associacions corals i com historiògraf musical especialitzat en la música popular i la religiosa finlandesa.
Va compondre nombroses corals. El 1916 començà una “Història de la Música”, que una vegada acabada fou molt apreciada per la crítica. També és autor d'Aperçu de l'histoire de la musique Finlandaise (1921).